# Aflicción animal
El dolor es "una respuesta multifacética ante una pérdida, en particular la de alguien o algo que ha fallecido y, por quién o lo que se había creado un vínculo o afecto". Siendo una emoción común entre los humanos, el dolor también se manifiesta en otros animales, lo que se conoce como aflicción animal. A finales del siglo XIX, investigaciones comenzaron a revelar muestras de aflicción en chimpancés, junto con la conexión entre el dolor animal y humano. Sin embargo, no fue hasta hace mucho que esta emoción se volvió el foco de la investigación. El científico Marc Bekoff ha dedicado su tiempo a la investigación de emociones en animales, incluyendo la aflicción. En conjunto con otras investigaciones, los siguientes animales han sido vistos en estado de decaimiento: lobos, chimpancés, urracas, elefantes, delfines, nutrias, gansos, leones marinos, y muchos más.
Muchos factores pueden influir en esta emoción y una de las cosas que hay que entender es el sufrimiento y las emociones en los animales.

## ¿Qué es el sufrimiento en los animales?
Bernard E. Rollin afirma que para ser considerados seres con moral tenemos que ser capaces de sufrir (Rollin, 2010). El sufrimiento puede ser el resultado de una herida o abuso, causando dolor físico. Los animales también pueden experimentar dolor emocional, como la aflicción y la tristeza relacionadas con la ansiedad. El sufrimiento en los animales puede comprenderse una vez que entendamos la naturaleza de un animal determinado. Por ejemplo, cuando una persona tiene un perro de mascota, el individuo entiende las acciones, los tratos y emociones del can. Al cuidar de un animal, somos capaces de comprenderlo junto a su tristeza o felicidad como tal.
La diferencia entre el sufrimiento de los seres humanos y el de los animales es la forma en que uno está dispuesto a soportar el dolor para llevar una mejor vida. Rollin menciona un ejemplo de prolongación de vida. En este se estipula que el dueño puede pensar que el dolor será un pequeño precio a pagar en comparación con la vida de su mascota, pero dado que un animal no puede expresar su pesar o cuánto dolor puede estar sintiendo, estas emociones o decisiones son difíciles de considerar. En algunas ocasiones, el dolor que se padece puede ser insoportable, al punto en el que los humanos toman la decisión o piensan en elegir la muerte por sobre la continuidad de ese suplicio.

## Emociones en animales
Una pregunta frecuente es si los animales tienen emociones. Marc Bekoff define como emoción a aquello que ayuda al control y gestión del comportamiento (Bekoff, 2000). Se sabe que los seres humanos tienen emociones y que estas son fundamentales e importantes en nuestras vidas, sin embargo, es difícil determinar si esto es igual en los animales. Hay varias maneras en las que uno puede darse cuenta de las emociones que experimenta un animal: por la forma en la que actúan u observan respecto de alguien o algo.

### Emociones primarias y secundarias
Existen distintas “categorías” de emociones, conocidas como emociones primarias y emociones secundarias. Bekoff explica que las emociones primarias son similares a los reflejos, algo así como lo que sucede con el miedo y la capacidad de reacción para pelear o salir huyendo. Por consiguiente, es algo a lo cual los animales reaccionan, como ruidos fuertes, objetos desconocidos o hedores (Bekoff, 2000). El tener emociones primarias es crucial, ya que las reacciones a estas son importantes para la supervivencia del animal. El sistema límbico es la parte del cerebro responsable de las emociones primarias (Bekoff, 2000).
Las emociones secundarias son parte de experiencias. Estas emociones tienen lugar en la corteza cerebral, puesto que requieren de distintos y mayores nexos cerebrales. Las emociones secundarias permiten que uno (en este caso, el animal que sufre) cree la conexión entre sentimientos y acciones.

## Primeros estudios sobre aflicción animal
En 1879, Arthur E. Brown investigó cómo un chimpancé macho reaccionó ante la muerte de su contraparte femenina. Este observó que el chimpancé macho mostraba dolor y emitió "una especie de chillido que el cuidador (Brown) de los animales aseguraba nunca antes haber escuchado". Al día siguiente, el chimpancé se encontraba ofuscado y apenas se movió. Brown dedujo que el chimpancé macho estaba deprimido por la muerte de la hembra. No obstante, luego de un par de días el chimpancé parecía estar bien, por lo que Brown concluyó que cualquier tipo de dolor permanente solo puede hallarse en los humanos
William E. Ritter (1925) vincula la emoción animal y humana para proporcionar evidencia de que el humano desciende del reino animal. Este menciona la teoría de James-Lange, la que estipula que "todas las etapas emocionales como la alegría, el dolor, el miedo, la ira, los celos, el amor, se asocian a manifestaciones corporales más o menos peculiares". Ritter propone nueva evidencia para esta teoría y menciona que ningún elemento de la lista anterior es exclusivo para los humanos y que la mayoría son comunes en el mundo animal. Él sostiene que debido a que la conexión entre la emoción humana y la emoción animal es tan fuerte, por consiguiente, los humanos son descendientes del reino animal.

## Estudios recientes de aflicción animal por Marc Bekoff
Marc Bekoff es un profesor de ecología y biología evolutiva en la Universidad de Colorado en Boulder. Bekoff ha pasado parte de su vida estudiando a los animales y sus emociones, descubriendo que estos sufren con bastante frecuencia. Algunos ejemplos de animales que se afligen son:
- Bekoff descubrió que las madres de los lobos marinos chillan angustiosamente cuando ven cómo sus bebés son devorados por las orcas asesinas.[5]
- Se observó que, incluso después de la muerte de sus crías, las madres de los delfines salvan a sus bebés y se afligen al confirmar su muerte.[5]
- Se han observado a elefantes "mirando a un bebé mortinato durante días con la cabeza y las orejas colgando". Los elefantes huérfanos que han atestiguado cómo mataban a sus madres muestran evidencia de despertar con alaridos.[5]
- Una loba "olfateó [a su compañero muerto], luego se sentó y dio el aullido más conmovedor y desgarrador que jamás haya escuchado". Después de que un miembro de la manada muere, los lobos dejan que sus colas y cabezas cuelguen cabizbajas mientras caminan lentamente.[2]
- Los chimpancés huérfanos pueden morir en un estado de duelo.[2] Jane Goodall (1990) le hizo un seguimiento a Flint, un chimpancé, durante unos días después de la muerte de Flo, amiga de Flint. Ella observó que Flint "caminó a lo largo de una de las ramas, luego se detuvo y se quedó inmóvil, mirando un nido vacío". Flint había estado letárgico, incluso rechazando la comida. Per Goodall indicó que Flint estaba "demacrado, con la mirada hueca y totalmente deprimido".[6]
- Se observaron a urracas entristecidas por la muerte de los suyos.[7]
- Después de la muerte de uno de los gansos, Konrad Lorenz notó que otro ganso tenía sus "ojos hundidos profundamente en sus cuencas y que este tenía una sensación de decaimiento general, literalmente dejando que la cabeza le colgara".[8]

El ejemplo anterior demuestra que los animales pueden expresar dolor y que es posible para un individuo el identificarse con eso. Bekoff menciona la experiencia de un ave que perdió a su compañera. El ave mostró muchos signos de depresión antes de terminar muriendo a causa de un estado vegetativo similar al causante de la muerte de su compañera (Bekoff, 2010). Muchos animales pueden expresar dolor cuando pierden a uno de los suyos.

## ¿Por cuánto tiempo sufren los animales?
Una de las preguntas que pueden hacerse, aparte de si los animales se afligen, es por cuánto tiempo lo hacen o si los animales muestran signos de duelo. La antropóloga Barbra J King comenta cómo los animales pueden dormir menos o cambiar su forma de vivir en su día a día. Los animales también podrían terminar permaneciendo cerca del cadáver de su compañero por mucho tiempo (Safina, 2015). Algo que sabemos es que las emociones en un humano pueden variar, un día pueden estar tristes y al otro día feliz. Luego de la muerte de un ser querido, al cabo de unos días las actividades que se realizan retoman su curso como ir a la escuela, al trabajo o cualquier interacción social (Safina, 2015). En realidad, esto es lo mismo para los animales. Un ejemplo que puede demostrarse son los chimpancés.
Se muestra el caso de uno llamado Amos. El día antes de su muerte pasó el día en su nido y no se movió hasta que una hembra chimpancé, Daisy, se le acercó (Safina, 2015). Cuando Amos murió, uno de los chimpancés más sociable que el resto (algo así como un "rango más alto"), no quiso estar con el grupo durante semanas. Como se muestra aquí, también depende de quién falleció y por cuánto tiempo un animal puede estar de duelo. Pero, a través del tiempo dedicado al duelo pueden aparecer muchos signos de dolor y agonía en un animal por la pérdida de su compañero.
Otro ejemplo mencionado es el del perro de Tokio, Hachiko. En este caso, el perro no sufría por la muerte de otro animal, sino la de su dueño. Se sabe que este perro fue todos los días por diez años a la estación de trenes donde su amo volvía a casa.

## Otras investigaciones sobre aflicción animal
A pesar de Bekoff es el rostro de las últimas investigaciones sobre la aflicción animal, otros científicos están comenzando a interesarse más en esta. Algunas investigaciones estudiaron la depresión en animales, con Paul Willner encontrando que hay dieciocho modelos animales de depresión. Peter J. Fashing y Nga Nguyen (2012) descubrieron que un grupo de chimpancés acicalaban y acariciaban a un chimpancé mayor que se encontraba afligido. También hallaron que "la matriarca de otro grupo de elefantes se acercó a una hembra moribunda (elefante) y repetidamente intentó ponerla de pie usando sus colmillos". Incluso las nutrias se afligen; los miembros de un grupo capturan peces durante meses y se los llevan a la matriarca, la que tiene una visión limitada y movilidad reducida.

## Conclusiones
A pesar de que el dolor en los animales puede parecer cuestionable, la evidencia demuestra que existe en demasía. Desde chimpancés, nutrias y lobos marinos, los animales se afligen al igual que los humanos. Investigadores como Bekoff, Fashing, Nguyen, entre otros, investigan cada día para ayudar a entender mejor cómo y por qué los animales sufren. Con un mayor grado de conocimiento, los seres humanos pueden tener mejores lazos con los animales. Por ejemplo, los cuidadores de zoológicos pueden estudiar los hábitos de duelo de los chimpancés y notar mejor cuando una madre chimpancé está de luto. Los cuidadores pueden entonces ayudar a la madre a superar la situación y así llevar una vida sana y exitosa. Las investigaciones muestran la tristeza en los animales y la comprensión puede ayudar a los seres humanos a formar conexiones más cercanas y saludables con ellos.